# العلمي الزبادي
العلمي الزبادي(بالفرنسية Alami Zbadi)، موظف مغربي سام، ينحدر من عائلة مكناسية عريقة، حاصل على الإجازة في العلوم القانونية. كان يقوم بمهام مدنية، ثم أصبح إداريا بالإدارة المركزية لوزارة الداخلية المغربية، عين سنة 1975 قائدا للأمانة العامة لإقليم آسفي، ثم بعدها قائدًا لدى عامل إقليم الجديدة، في 1977.

## مساره
في سنة 1978، شغل منصب قائد دائرة بإقليم الجديدة، ثم قائد دائرة أزمور بنفس الإقليم سنة 1979، ثم رئيس دائرة بن أحمد في إقليم سطات من نفس السنة (1979). ثم دائرة سطات سنة 1982،
سنة 1982 عين رئيس دائرة في الإدارة المركزية (1986).
من 1986 إلى 1989، تم إلحاقه بالسفارة المغربية في العاصمة اللييبية طرابلس.
من سنة 1989 إلى سنة 1992، كان مسؤولا في البعثة القنصلية المغربية في نواذيبو (موريتانيا).
في عام 1992 رقي إلى رتبة الكاتب العام لدى عمالة سيدي البرنوصي زناتة.
في 1993 عيّن عاملا على إقليم فجيج، وفي سنة 1998أصبح عاملا على إقليم ورزازات.
في عام 1999، تم تعيين العلمي الزبادي عاملا لعمالة عين الشق-الحي الحسني، وفي عام 2003 عاملا لمقاطعة الحي الحسني،  ,.
سنة 2004 عين عاملا على إقليم الحاجب.
سنة 2004 عين عاملا على إقليم الحاجب والذي بالتعاون فيه مع جمعيات محلية وفاعلين محليين ، ساهم في إطلاق مهرجان "إنشادن" للشعر الأمازيغي.
عمل الزبادي على إخراج العديد من المشاريع الفنية، منها "المشروع المتمحور حول موضوع الهجرة والسفر بين منطقتي Landes de Gascogne والحاجب في المغرب".
نتج عن مشاركته في المؤتمر الرابع والخمسون للمدن الدولية الشقيقة، في مدينة كانساس بالولايات المتحدة، توأمة مدينة الحاجب مع مدينة كونسيل بلوفس (أيوا، الولايات المتحدة).
سنة 2009، عين عاملا لعمالة سلا، 
منذ عام 2012، تولى العلمي الزبادي منصب رئيس ملحق بالإدارة المركزية لوزارة الداخلية.

## الأوسمة والتشريفات
- منح وسام العرش من درجة فارس من طرف الحسن الثاني سنة 1999.[1]
- مُنح وسام وسام العرش من رتبة ضابط من قبل الملك محمد السادس سنة 2008.[1]